# William J. Birnes
William J. "Bill" Birnes este un scriitor american, editor și ufolog. Este cel mai bine cunoscut ca un editor activ de literatură OZN (UFO Magazine) și este cel mai bine vândut autor de la cotidianul New York Times. El are o diplomă în Drept și a primit o B.A. de la Universitatea din New York în 1966. Împreună cu detectivul Dr. Robert Keppel, a scris cartea The Riverman care prezintă felul în care criminalul în serie Ted Bundy a ajutat poliția să-l prindă pe Gary Ridgway. Cartea a fost prezentată într-un film de televiziune realizat pentru canalul A&E în septembrie 2004.
Împreună cu Philip J. Corso a scris The Day After Roswell. Birnes, de asemenea, a condus o echipă de investigații ufologice în anii 2008-2009 pentru serialul documentar UFO Hunters de pe History Channel. El a avut un rol cameo în filmul Race to Witch Mountain din 2009.
Birnes apare frecvent în cadrul serialului Ancient Aliens care a fost difuzat pe History Channel și pe canalele alifiate rețelei H2. De asemena a dat un interviu care a fost inclus în serialul UFO Files.

## Lucrări publicate
- The Day After Roswell (1998) cu Philip J. Corso ISBN 0-671-00461-1
- Star Trek Cookbook (1999) cu Ethan Phillips
- Unsolved UFO Mysteries (2000) cu Harold Burt
- The UFO Magazine UFO Encyclopedia (2004)
- Space Wars: The First Six Hours of World War III (2007) cu William B. Scott, Michael J. Coumatos ISBN 0-7653-1087-2
- Worker in the Light: Unlock Your Five Senses And Liberate Your Limitless Potential (2008) cu George Noory
- Serial Violence: Analysis of Modus Operandi and Signature Characteristics of Killers (2008) cu Robert D. Keppel
- The Haunting of America: From the Salem Witch Trials to Harry Houdini (2009) cu Joel Martin, George Noory
- Journey to the Light: Find Your Spiritual Self and Enter Into a World of Infinite Opportunity (2009) cu George Noory
- Counterspace: The Next Hours of World War III (2009) cu William B. Scott, Michael J. Coumatos